# Sima Oichili
Pour les articles homonymes, voir Sima.
Sima Oichili ou Sima est un village de l’union des Comores situé au centre-est de l'île de Ngazidja (Grande Comore) plus précisément au centre de la région d’Oichili.
On trouve une zone volcanique bénéfique pour ce village, notamment des conglomérats mais aussi du sable pour la construction des maisons.
En voiture, Sima est à environ 32 min (19,64 km) de Moroni la capitale des Comores.

## Les quartiers
Le village de Sima est divisé en six zones historiques et géographiques :
1. Bangwéni ou Mra-wahari (cœur du village)
2. Djoumwé-tsandzo
3. Itsandzoni
4. Mwandzidjou
5. Pareni
6. Djongoni.

Quatre nouveaux quartiers viennent compléter les zones géographiques de la localité.
1. Kinging
2. Koueit ou Chicago
3. Barakani
4. Milibodjou

Le Grand mariage
La diaspora de Sima est très importante en France, à La Réunion et à Mayotte. Encore très solidaire, elle fournit un apport financier non négligeable à la population restée dans l'île. Les simaniens parlent le shingazidja, l'arabe et la langue françaises pour le plus grand nombre. Mais aussi la langue anglaise pour l'élite, universitaire entre autres.
La société Grand Comorienne, comme nombreuses cultures bantoues, possède une organisation sociale de type initiatique. Il existe trois principaux groupes :
- Les Grands mariés (Shingazidja

Wandru Wadzima, les hommes accomplis) qui sont les grands notables, les hommes qui pèsent sur la vie sociale et politique par le prestige lié au mariage. Ils sont autorisés à porter des vêtements spécifiques. Le poids des notables est extrêmement important, rien ne peut se faire sans leur assentiment. Dans les années 1970, le révolutionnaire Ali Soilih mit en place un régime qui lutta contre ce pouvoir jugé immobilisateur et un frein au développement [réf. nécessaire].
- Les jeunes adultes ou Wanamdji qui se préparent à le devenir.
- Les jeunes ou moins jeunes qui ne peuvent pas, pour des questions financières, sociales, envisager le grand mariage.